# Proletar
Proletar (fra latin proles, "efterkommer" eller "barn") bruges om en lavere socialklasse – proletariatet.
Oprindeligt var en proletar en beskrivelse af en person fra den laveste, ejendomsløse klasse i det antikke Rom. Proletarer havde ikke råderet over andet end deres børn. Proletarer adskilte sig fra slaverne ved, at de havde statsborgerlige rettigheder.
Betegnelsen var udelukkende nedsættende, til Karl Marx brugte begrebet sociologisk om arbejderklassen. Proletariat er i marxistisk terminologi defineret ved dem, der ikke ejer deres egne produktionsmidler.
Proletar bruges nedsættende om fattige og er brugt i hiphop af Den Gale Pose på albummet Sådan Er Reglerne og af Suspekt, der i 2007 udgav singlen "Proletar". I tv serien Matador ser man Lauritz Jensen, som er kommunist og jernbanearbejder på Korsbæk Station og han bliver af sine venner kaldt ‘Røde’. Han lever og ånder for sine politiske idealer og ser positivt på marxistisk terminologi. Han har altid tænkt sig at leve som proletar.